# ブレイザードライブ
『ブレイザードライブ』（BLAZER DRIVE）は、日本のゲーム作品及び漫画作品。同一舞台で進行する2つの物語を、ゲームと漫画で同時に製作・展開するメディアミックス企画。
漫画作品の著者は岸本聖史。話数表示は「○TH BLAZE」。『月刊少年ライバル』（講談社）にて、2008年5月号（創刊号）より2010年12月号まで連載された。単行本は同社のライバルコミックスより全9巻。連載前に『コミックボンボン』（講談社）の最終号にて、クロキが登場する読み切り作品「TRIBAL（トライバル）」が発表されている。
ゲーム作品はセガよりニンテンドーDSにて2008年12月4日に発売されている。ジャンルとしては対戦型カードバトルRPGであり、通信対戦に対応している。ニンテンドーWi-Fiコネクションを用いたインターネット対戦にも対応していたが、2014年5月20日にサービスを終了した。

## 登場人物
キャストはニンテンドーDS版より。

### ガーディアン
警察だけでは対応できない、ノラブレによるミスティッカー犯罪に対抗するために組織された自衛組織。トウキョウ内に複数の支部があり、本部から送られてくるミッションを的確に遂行することによって活動している。シイハラトウキョウ都知事は私財によって、活動支援を行っている。

#### ガーディアンIII区
ダイチ
声 - KENN
漫画版の主人公。幼い頃に両親を事故で亡くしている。敵のブレイザーに狙われ戦いに突然巻き込まれたことから自身もブレイザーとしてガーディアンのもとで活躍し始める。事あるごとに携帯電話で自分の写真を撮るナルシスト。パーカーの上からネクタイを締めるという、変わったセンスの持ち主。実は自然発生型ミスティッカーの源泉である｢向こう側｣の世界から意識のみが飛ばされて出現した人間である。
- 神立（かんだち） - 無限に雷のエネルギーを生み出すミスティッカー。しかし、総量が無限なだけで放出量が無限というわけではないため、効率よく放電するためにはワイヤーなどを媒介にする。ギンガから受け継ぐ。敵の頭上から稲妻を落とす「稲妻落とし（いづなおとし）」という必殺技がある。ゲーム版では、玉繭の固有LEGEND。
- 玉繭（たままゆ） - 腕に無限にワイヤーを生み出せる手甲を纏わせるARMSミスティッカー。ギンガが捜し求めていたらしい。神立と合わせる事により、玉繭の糸に電撃を集中させて一気に流し込む「稲妻神（いづながみ）」（ゲーム版にも登場）、電撃の槌を作り出す「神槌」といった技を繰り出す。敵に絡ませるだけでなく、複雑に編みこませて壁を作ったり、自分の身代りを作ったりする事も可能。

クロキ
声 - 三木眞一郎
ダイチの兄・ギンガの親友であるガーディアンIII区所属のブレイザー。犬が苦手なのに犬に好かれる。ふざけた態度を取ることが多いが、真の強さと優しさを秘めている。シバ屋のたい焼きが好物。正義を貫き通して殉職した警官だった父を誇りに思っている。左目が無い。
ゲーム版と漫画版の双方で活躍し、両作品が交錯するエピソード以外でも登場する。
- 魂喰（ネクロマンサー） - 闇・光のARMSミスティッカーで、肉体ではなく魂を斬り、それを食べる大剣を召喚する。使用には左目を失う取引が必要で、一度取引をすれば、持ち主にとっては子供でも扱えるほど軽くなる。特定のミスティッカーを貼る事で蛇腹剣にもなる。また、持ち主がブレイザードライブを発動すると、柄の両側に刃の付いた大鎌になり、炎さえも切り裂ける他、振るだけで衝撃波を放てる。大剣を振るって周囲に巨大なエネルギーの顔を発射する「万餐円卓界（ウロボロス）」という必殺技がある。右目も取引に使えば、ネクロマンサーと合体して死神の姿に変身できる（脊柱を抜けば元に戻れる）。変身後は自分のあばら骨を外して巨大させ、炎をも縛る檻として敵を捕らえる「アバラの檻」、巨大な頭蓋骨状のエネルギーを敵に噛みつかせる「食卓断頭台 最後の晩餐」という必殺技が使える（以上、漫画版のみの設定）。
- 黒龍紋 - ネクロマンサー専用LEGENDミスティッカー。闇属性の武器に、魂を破壊する黒き炎の力を与えるが、長時間使用すると武器の寿命を大幅に縮める。ネクロマンサーを大きく振るって敵を切り裂く「晩餐界（ばんさんかい）」が必殺技。漫画版では未登場で、晩餐界はネクロマンサー単独で使用している。

ミソラ
声 - 井上麻里奈
ダイチの幼馴染で漫画版のヒロイン。ブレイザーのことを偶然知ってしまうが、メロンによりブレイザーとしての素質を見出され、ダイチと共にテンジクのもとで修行を受ける。勝気で頭脳明晰。意外と絵が上手い。ゲームではブレイザー覚醒前という扱いのため、TECHミスティッカーしか使用できない。
- 典獄（てんごく） - 巨大な本型のフレンドミスティッカー。人の言葉を話すことができ、敵のミスティッカーの一部を「食べる」事で能力を分析出来る。記録したページの挿絵を、専用のキーペンと使用者の精神力により、そっくりに描き写す事で記録した怪物を召喚できる能力も持ち、性格は丁寧。登場した召喚怪物は、火炎を吐く龍「豪火龍焔皇之頭」、一つ目から光弾を放つ狙撃型召喚銃（怪物だが「獣」ではなく「銃」と書く）「ゴーマ」。怪物の全身を描かなくても、体の一部を描けばその部分だけを召喚可能。ゲームでは未登場。

ギンガ
ダイチの兄。ダイチをブレイザーの戦いに巻き込まないよう突き放した態度を取っていた。敵との戦いでダイチを庇って別の場所に飛ばされてしまい、行方不明。少年時代にダイチをマキウラから守ろうとした際、何者かに救われ、神立のミスティッカーを託された。ゲームでは回想でのみ登場。
メロン
ガーディアンIII区の支部長を務める女性。SMの女王様のような格好をしており、実際に「お仕置き」と称して部下を拷問にかけることがある。二本のムチによる打撃「夢幻二刀龍　御死燠（むげんにとうりゅう　おしおき）」、包帯で縛り上げる「死付消（しつけ）」といった拷問技を持つ。ブレイザーではないが、ブレイザーと一般人を見分けることができる。ゲームでは未登場。
テンジク
ガーディアンIII区支部倉庫長。関西弁を話すハリネズミで、スケベながらもブレイザーとして相当の実力者。メロンの依頼を受けてダイチとミソラに修行をつける。ゲームでは未登場。
- ブラストプラス - 爆発を起こすミスティッカー。丸まった状態で全身の針を飛ばす「針千本弾（ショットガン）」、針千本弾を零距離で食らわす「窮鼠猫噛」が必殺技。

ユユカ
レアミスティッカーのコレクターでもあるブレイザー。テンジクと共に暮らしている。まだ幼いが、実力は本物。ダイチに熱烈にアピールしており、ミソラを「年増」呼ばわりしてライバル視している。ゲームでは未登場。
ミソラのフレンドミスティッカー・典獄の前の使用者だが、典獄曰く「絵は下手」。
- 岩石巻妖牙死（ロックンロールケーキ） - フォークに刺したロールケーキを模した巨大ハンマーを召喚する。ハンマーの頭を外したフォーク部だけでも武器として使える。ハンマーの頭の裏にテンジクがくっつき、ブラストプラスを発動してハンマーの威力を倍増させる「跳轟音騒（ポップコーンパーティ）」が必殺技。

カゲキュウ
ガーディアンIII区所属のブレイザー。ミスティッカーレジストにより、敵の攻撃を反発させる技「拒絶」の使い手。本編ではやられ役に回る事が多い。ゲームでは未登場。
ゲン
ガーディアンIII区所属のミスティッカー修復職人。専用の修復用ミスティッカーを持ち、「神の手」と呼ばれたほどの凄腕の持ち主。息子のジンが、自分の修復したレアミスティッカーを使用して闇レースに参加した結果、ミスティッカーが壊れて事故死した事をきっかけに現役を退いていたが、ダイチによってそれが仕組まれた事故である事が証明され、妻・スズの死の間際の願いもあって、現役に復帰する。サキという娘（ジンの妹）がいる。ゲームでは未登場。
テコジイ
ガーディアンIII区所属のメカニック担当。小柄で、丸い眼鏡をかけている。いつも震えている。ゲームでは未登場。
ジン
ガーディアンIII区所属のブレイザーでゲンの息子。回想シーンにのみ登場。レアミスティッカーを使用して闇レースに参加したが、レースの主催者ドン・コロリによってそれを爆弾ミスティッカーに摩り替えられ、事故に見せかけられて殺された。XI区のヤイバとは親友だった。

#### ガーディアンXI区フェンリル支部
シロウ
声 - 中村悠一
ゲーム版の主人公。漫画版のストーリーと交錯するエピソードにおいて、ダイチからライバル認定される。
水色ツンツン頭で赤ツリ目の青年。短気だが曲がった事が嫌いな熱血漢。「めんどくせー」が口癖。炎のミスティッカーをメインに、あらゆる属性を操ることができる。
アルバート配下の幹部、ビーストからは楽しませてくれる奴と目をつけられている。
- 鋼槌（ヴァリアント） - 火のARMSミスティッカーで、巨大なナックルを左手に召喚する。ダイチと戦った時に使用したのがこれ。その拳は炎と共に全てを薙ぎ払う。強力なために発動時には精神力を激しく消費する。
- 神狩（テスタロッサ） - 火のARMSミスティッカーで、炎を纏う長剣を召喚する。その名の通り、神をも狩る力を持つとされる。ゲームでは序盤にイベント戦闘でのみの使用となり、後半で正式にシロウの武器となる。
- フレイムワイバーン -  テスタロッサ専用LEGENDミスティッカー。太陽から灼熱を宿した翼竜を呼び出す。弱い武器に貼ると、武器が燃え尽きてしまう。必殺技名は｢クリムゾンストライク｣。

タマキ
声 - 斎藤千和
シロウの幼馴染でゲームの版のヒロイン。シロウを「シロ」と呼び、自身はシロウから「タマ」と呼ばれている。腰まで届くピンクの三つ編みの髪がトレードマーク。明るくて面倒見が良い。好物は激辛の料理で、彼女の作るカレーはシロウの恐怖の対象。
実は純粋な人間ではなく、自然発生型ミスティッカーの源泉である｢向こう側｣の世界の存在。本来ステッカーの形に力が抑制されて出現するミスティッカーの力をそのままの形で呼び出しているため、強い力を持つ。ミスティッカーとしての能力は護りの力を持つ翼のある鎧で、無敵を誇る天賢(ソル)の全属性防御を無力化することができる。
- 花護（アフロディーテ） - 氷のARMSミスティッカーで、美の女神の名を冠する。青い薔薇を模しており、伸縮自在の鞭のように扱う。棘や花弁による攻撃も可能。真に美しき者の輝きは、疚しき心が近づくことを許さない。漫画版では、風のミスティッカーと併用する事で、棘と花びらの混ざった竜巻を放つ「茨棘の突風（ローズブラスト）」という必殺技を使用可能。
- 聖烈（クルセイド） - 風のARMSミスティッカーで、軽く振るだけで風を巻き起こす、戦いの神に祝福された神槍を召喚する。
- シンフォニクス -  アフロディーテ専用LEGENDミスティッカー。聖なる戦士に力を与える「聖なる園」である。武器の持つ攻撃イメージを増幅し、聖域に降り立ち薔薇の花弁を放つ｢サンクチュアリ｣が必殺技。

ジョナサン
声 - 小西克幸
ガーディアンチームXI区『フェンリル支部』の支部長で、白髪交じりの長髪にサングラスが特徴的な中年男。シロウからは「オッサン」、他のメンバーからは「ジョナサン」と呼ばれている。ブレイザーの素質がある者を見つけ出す特殊な能力を持つ。物事をハードボイルドに解決するのが好きらしい。成人誌の『ピンクパラダイス通信』がお気に入り。ピンパラ通信のためなら良心も捨てると豪語し、違法ミスティッカーを使って未成年のシロウに買いに行かせたりもした。NEXT支社長のアルバートとは旧知の間柄。
- 幻銃（アーヴァイン） - 2匹の幻獣・アーヴァインの力を持つとされる、2丁で一つの闇属性の双銃。ワイヤーで繋がっており、このワイヤーは伸縮させて防御にも使用可能。
- 弾戒（ルサルカ） アーヴァイン同様、2丁で一つの氷属性のライフル。青き湖に住む姉妹ルサルカの祈りが宿るとされ、銃弾を受けた者は痛みに加えて深い悲しみも感じるという。
- フェンリル アーヴァイン専用LEGENDミスティッカー。正義の心を持つ片目の狼であり、あらゆる武器と融合して第二の能力を覚醒させるという。必殺技は白い毛並みに隻眼の狼にアーヴァインを融合・武装させ、複数ある砲門から閃光を放つ｢リボルバーフェンリル｣。

ヤイバ
声 - 保志総一朗
ガーディアンチーム『フェンリル支部』に所属するAランク・ブレイザー。古来より伝わる西洋剣術の伝承者で、類いまれな戦闘能力を発揮する。イケメン。
口数が少なくプライドの高い男だが、瞑想中にピンクパラダイスと叫ばれると気が逸れるムッツリスケベ。さらに、忍者好きでもある。英語交じりの喋り方をする。
アルバート配下の幹部、ツルギとは同じ剣の道を歩むライバルとなる。
- 滅剣（ガラティーン） - 風のARMSミスティッカーで、円卓の騎士が持つという伝説の両刃剣を召喚する。風と共に立ち塞がるもの全てを切り裂く。
- 殺界（SHINOBI　XX） - 闇のARMSミスティッカーで、歴史の闇に潜む忍者集団『オボロ』の魂が宿るという闘衣を召喚する。二本の刀も付属する。闇に潜み、敵を滅す。名前に｢界｣の字を有するが、変身系としての位置づけもあるのかは不明。
- スレイプニル - ガラティーン専用LEGENDミスティッカー。天空を翔ける、光を超えた神速の戦馬を呼び出し、飛翔する。必殺技は｢エンドオブザワールド｣

アップル
声 - 清水愛
コントロールが困難だと言われる召喚型の『フレンドミスティッカー』を、幼いながら完璧に使いこなす天才少女ブレイザー。それぞれに名前を付け、『ともだち』として可愛がっている。しかし、その能力を周囲に不気味がられ、寂しい思いをしていた。白と桃色のフリフリがついた服と頭に付けた大きなリボンがトレードマーク。漫画版では最終決戦時のみ登場。
アルバート配下の幹部、カレンとはフレンドの扱いや接し方の相違からぶつかることとなる。
- 炎児（フーゴ） - 通称「あっくん」。炎の精霊で、子供のような陽気さから『炎児』と名付けられた。アップルの一番の親友。
- 氷姫（グラスティ） - 通称「ゆきちゃん」。氷の精霊。おしとやかな振る舞いから、『氷姫』の名がついた。
- 風妃（ルヴァン） - 通称「つばささん」。風の精霊。気高き性格から、『風妃』と名付けられた。
- 電臣（エレクトリア） - 通称「にょろすけ」。電気の精霊。絶対の忠誠を誓う姿から、『電臣』と名付けられた。
- 闇皇（オプスキュルス） - 通称「おうさま」。闇の精霊。他の精霊とは違う意味不明な威圧感を持つことから、『闇皇』の名がついた。
- ミュージカル - 5大フレンドミスティッカー共通の専用LEGENDミスティッカー。楽しい雰囲気の曲により、本来は一度に1体ずつしか召喚できないフレンドを5体まで召喚可能にする。5大フレンドを一度に召喚して一斉攻撃を仕掛ける「アップル組全員集合」が必殺技。

シュンヤ
声 - 代永翼
ノラブレチームによる犯罪に利用されていたところをフェンリル支部に保護された少年。将棋が好きで、幼い頃一緒に遊んでくれた『じっちゃん』の形見である小さな将棋の駒「桂馬」を常に持ち歩いている。漫画版では登場していない。
何事に対しても無気力・無関心だが、火と風のミスティッカーで即席発破ミスティッカーを作ったり、光と風のミスティッカーで魚を捕ったりするなど、ミスティッカーの知識には富んでいる。ブレイザーとしての素質をジョナサンに見いだされるが、本人のやる気の無さもあり、未だ開花していない。
アルバート配下の幹部、コウタとはかつての親友だが自分がいじめられた際に裏切ってしまい、深い溝ができてしまっている。
- 衛星（アステロイド） - 7つの機能を持つという人工衛星を召喚する。攻撃形態に変形可能で、何人たりとも静止軌道上からの超精密狙撃から逃れうる術はない。また、情報解析や追跡といったサポート機能も持つ。電気属性。
- トランスフォーム - アステロイド専用LEGENDミスティッカー。衛星に超長距離攻撃の命令を与えるコントロールデバイスである。攻撃形態へと変形し、レーザーによる砲撃を行う｢グランドクロス｣が必殺技。

ペッタン
声 - 望月久代
III区にてノラブレに追われていたところをシロウとタマキが助けた謎の生物。尻尾の先端と頭の上にはミスティッカーのようなものがくっついている。1頭身で瞳を常に閉じているような謎のアホ面から、初対面の大半の人間が『キモい』と酷評する。シロウの頭の上がお気に入り。どこにでも貼りつく事からタマキによって「ペッタン」と名付けられた。
鳴き声は主に「ペッタン！」、「ぺぺぺぺ！」等。はんぺんが好物。
ちなみにペッタンの上にまたがり飛び跳ねる『バランスペッタン』と、そのよくはねる性質を利用した『ペッタンバスケドリブル』はいい運動になるようである。
その正体は、タマキと同じく向こう側の存在であるが、不完全な存在らしい。

### 麒麟界
麒麟のミスティッカーを所持した五柱と呼ばれる五人のブレイザーを頭とする組織。漫画版の宿敵であり、ゲームには登場しない。ギンガを捕えている。

#### 五柱
マキウラ
麒麟界のボス。スミヤに裏切られて殺されたと思われたが、実は捕らえていたギンガの体を乗っ取っていた。ミスティッカーを舌に貼る癖がある。元はミスティッカーの発明者・ヤン博士の助手であった。
実はダイチやカイネ同様、｢向こう側｣の世界から意識のみが飛ばされて出現した人間である。｢向こう側｣の世界では優秀な科学者であり、地球環境を救うために気象コントロール衛星「ゼウス」を開発、人々から神と崇められたが、ゼウスの実験に失敗して世界中に壊滅的被害を与えてしまい、今度は悪魔と罵られ、追い詰められた時に現在の世界に飛ばされたのであった。世界中の人間に自分の心を分からせようと、現在の世界でミスティッカーの概念を作り出し、「麒麟界」を発動して、地球の全てを一つの生命体にしようと企む。
- 麒麟（きりん） - 黄の麒麟。電気を操る。また、人間の脳波が電気信号である事を利用し、相手に触れてその部分に自分の意思を入り込ませる事で、短時間だけその部分を操る事も可能。
- カルマ - 貼られた者の命を吸い、代わりに力を高めるミスティッカー。自分を裏切ったスミヤに貼り付けて脅迫するために使用。

シュウガ
麒麟界の五柱の一人。水商売風の人物ではあるが、自分に牙を剥きそうになったカイネの背後に瞬間的に回り込むなど、常人離れした行動をとる。
- 角端（かくたん） - 黒の麒麟。影の中に潜み移動できる。全身を影で包んで鎧を形成する事も可能。シュウガは己の肉体に付いている銀の玉状ボディピアスから生じた影から、黒く長い棘「シャドーニードル」を発生させる攻撃を可能としており、これをハリネズミのように全身のピアスから繰り出す「シャドースパイン」、多数のピアスを敵の周囲に投げつけ、一斉にシャドーニードルを発生させる「シャドーコア」といった応用技もある。このミスティッカーに見限られた者は、影に飲まれて消滅してしまう。
- ビジダー - 2枚で1つの召喚系ミスティッカー。それぞれをある程度はなれた場所に貼り、発動すると、伸縮自在の手のような怪物を召喚する。この怪物は無数に分裂しながら伸びていき、周囲のブレイザーを襲って精神力を吸収する。コアとなるミスティッカーにダメージを与えない限り、いくら攻撃しても再生する。このミスティッカーで吸収した精神力が、5枚の麒麟のエネルギーとなる。

スミヤ
麒麟界の五柱の一人。サラリーマンのような風貌で、首の後ろにミスティッカーを貼っている。売り文句は「24時間戦えます 炎のサラリーマン スミヤ」。死んだ母の形見の腕時計を身につけている。マキウラを倒して麒麟界のボスになろうと企む。父によって借金のカタに自分の身と腕時計を売られ、何とか父の元へ戻った結果、父が自分よりも腕時計を先に取り戻したため、その怒りから父を殺したという過去を持つ（実は、父は自分が殺される事でスミヤが孤独になる事を恐れてスミヤを売ったのであり、腕時計を先に取り戻したのも母と共にスミヤを迎えに行きたかったためであった）。
- 炎駒（えんく） - 赤の麒麟。身体を灰に変質させ、それを発火させることで炎を操る。口から炎を吐く「炎歌（えんか）」、灰化能力の応用で首を炎に変え、ろくろ首のように伸ばす「炎芸」、敵の周囲を炎の輪で取り囲み、熱による攻撃に加えて酸欠状態に持ち込む「火円地獄（ベリアル）」、相手の体の記憶を奪って技を忘れさせる、小型の火の玉を無数に放つ「人魂鼠花火」、巨大な火炎弾「剰熱核（ヒートコア）」、自身の体を消耗させて全身を巨大な炎の塊と化す「惨散太陽 殺名（サンサンサンコロナ）」、一度灯すと相手の命を吸い続け、死ぬまで相手の頭上で燃え続ける「命の蝋燭火」といった必殺技を繰り出す。
- オペラファントム - その機能の特殊性から、一般には殆ど知られていない超レアミスティッカー。仮面を付けた二足歩行の怪物を多数召喚するため、召喚系と思われがちだが、実は状況に合わせた特殊変化武器という特性を持った武器系ミスティッカーである。怪物達はいくら倒しても無数に出現する上、自分達が受けた攻撃をコピーして相手にも使ってくる。また、全員が合体して、巨大なドリルになる事も可能。ブレイザーの生きた脳髄を保管していたケースに貼られていた。

紫式部
麒麟界の五柱の一人。「赤式部」の名で知られている有名な女占い師だが、新たなミスティッカーを試験する為に何も知らない信者を利用するなど、目的を達成するのに手段を問わない一面も持ち合わせている。女優だった母が年老いて病死した際、かつての人気女優でありながら誰にも相手にされなかったという過去が原因で、年老いて醜くなる事を恐れ、永遠の美しさを得る事に執着している。
- 聳孤（しょうこ） - 青の麒麟。氷を操る。触れた物及び触れられた物を内部から凍らせたり、空気中の元素を一瞬で凍らせて空中に足場を作る事も可能。これで作り出した氷は、炎狗の炎でしか溶けないと言われているが、実際には豪火龍焔皇之頭が吐く炎でも溶かすことは可能である。口から巨大な鬼の顔のような冷気を吐く「怖舞鬼（ふぶき）」、触れた相手を一瞬で凍らせる「遊鬼怠魔（ゆきだるま）」といった技が使える。このミスティッカーに見限られた者は、その場で凍り付いてしまう。
- 般若（はんにゃ） - 聳孤を強化するミスティッカー。聳孤の専用LEGENDミスティッカーかどうかは不明。怖舞鬼の強化版「般若怖舞鬼（はんにゃふぶき）」が使用可能になる。

ミトニ
麒麟界の五柱の一人。天才ハッカーで人の痛みを知らず、「命をかけないゲームなんて全てクソゲー」と評する、歪んだ性格の少年。かつては病弱で外にも出られなかった少年であり、家にいても楽しめるゲームやコンピュータに夢中になるうちに、病気が治っても引きこもるようになり、マキウラに目をつけられて麒麟界に入った。
- 索冥（さくめい） - 白の麒麟。光を操る。使用すると胸と背中に目のような模様が発生し、その模様から光線を発したり、模様から出る光でコンピュータに、手を使わずに直接入力する「虹彩入力」が使用可能。人間の魂をデータ化してゲームの中に閉じ込める事もでき、そのゲーム内で傷ついた人間は現実の肉体も傷つく。ゲーム内に、目玉状の敵キャラに見立てた、それぞれが違う種類のウイルスを無数に出現させる「戦理銃（せんりがん）」が必殺技。このミスティッカーに見限られた者は、現実世界が見えなくなり、幻覚しか見えなくなる。

#### その他構成員
ダンジ
麒麟界のブレイザーの一人。風貌や口調、使用するミスティッカーの名前などが歌舞伎役者を連想させる。女性を「弱い」と侮辱する発言が目立つ。「女々しい」の言葉の使い方を間違えているようだ。
- 蚊武器（かぶき） - 無数の羽虫を発生させて敵を攻撃させる召喚系ミスティッカー。風属性。漫画版のみに登場したミスティッカーでは唯一、スペックが明らかになったミスティッカーであり、AT40・DF10。手のひらから無数の羽虫を発する「蚊武器散舞目（かぶきさんまいめ）」、それに風のミスティッカーを2枚追加することでさらに多くの羽虫を発する「蚊武器仁舞目 完晩（かぶきにまいめ　かんばん）」、それで発生させた羽虫を一気に落として攻撃する「終演黒幕愚死（しゅうえんくろまくおろし）」といった技が使える。虫は偵察にも使用可能。
- 男戎弄（だんじゅうろう） - 蚊武器専用LEGENDミスティッカー。羽虫の大群を合体させて巨大な虫「蚊武器男戎弄」を作り出す。蚊武器男戎弄の口から血のような強酸を吐き出させる「血苦焼（ちくしょう）」が必殺技。

ネイル
麒麟界の女ブレイザーの一人。長い爪が特徴。素早い動きが得意。
- 闇爪（ヴィシャスキャット） - 猫の獣人に変身する変身ミスティッカー。三段階に変身可能で、最終形態になると巨大な化け猫になる。ネイルが倒されてからはユユカが自分の武器として使用している。

カイネ
麒麟界のブレイザーの一人。常にギターを携帯している。過去に姉・アリシアに裏切られたことから、麒麟界メンバーを含め他人を一切信用しておらず、専ら一人で行動をしている。自分自身を孤独な存在であると思い込んでいる。
実はダイチやマキウラと同じ同様、｢向こう側｣の世界から意識のみが飛ばされて出現した人間であり、｢向こう側｣の世界ではダイチの親友であった。
- ジミー - ギター形の武器を召喚するミスティッカー。超音波を発する武器であり、「ハウリング・ヴォイス・ジェフ・エクスプロージョン」「終曲ジェフブラスト」「ジェフブラスト+（プラス）」といった破壊音波や、多数の人間を一度に操る催眠音波「パペット・ダンス エディ・ファッシネイション」、怪物の頭を象った超音波を放つ「冷為哺流（レスポール）」、自分のテンションを上げる「マンソンヘッド」といった技を繰り出す。また、ギターの横には両刃の刀身が付いており、音による振動を発しつつそれを振るって敵を切り裂く「チェーンソー・ノイズ スラッシュ・スローター」は、大木も数本まとめて切り倒す。電気を吸収する事で、エレキギターのように破壊音波を増幅する事も可能。
- 世界の絆（バンドオブザワールド） - 麒麟との最終決戦の際、ダイチとカイネの思いが生み出した最後のレア・ミスティッカー。相手の気持ちを受け入れ、同じ気持ちになる能力がある。相手と同じ攻撃を放って、それを相殺する事が可能。複数枚作り出された。

片目の男（名称不明）
麒麟界のブレイザーの一人でネクロマンサーの元の持ち主。クロキの回想にのみ登場。マキウラに屈して麒麟界に入った。左目が無い。幼少時代のクロキを麒麟界にスカウトするために彼を襲うも、あくまで麒麟界に屈しないクロキの強い心を認め、ネクロマンサーをクロキに託し、自らの魂を切らせて死亡。当時、彼の身体は限界が近付いていた。
狙撃手（名称不明）
麒麟界のブレイザーの一人。ライフルの召喚と索敵機能付加を同時に発動できるミスティッカーサイクロプスを目に貼っている。

### アルバートとその幹部達
ノラブレを操りつつ邪悪な野望を進める者達。ゲーム版の宿敵であり、漫画版では一部のキャラのみ登場している。
アルバート
声 - 辻谷耕史
NEXT支社長にして、変身のミスティッカーを使いシイハラ都知事としてガーディアンとノラブレを操っていた張本人。その目的は、向こう側にある巨大な力を手に入れることである。その一つとして、無属性を含むすべての属性を兼ね備えた天属性のミスティッカーを入手している。ゲーム版の宿敵。漫画版では回想シーンにのみ登場。
- 天賢（ソル） - 6色の宝珠状の武器を召喚する。6属性の力を呼び出し、攻撃する。また、その力によって全属性に対して耐性を持ち、まともに攻撃しても一切ダメージが通らないという絶対防御能力を持つ。麒麟のミスティッカーが各属性に特化したミスティッカーなら、天のミスティッカーはすべての属性を極限強化したもので、ゲーム中唯一無属性ミスティッカーで強化することができる。ちなみに、天賢をシロウが使用した際は、まるで力に魅入られたような演出となっている。
- ルナ - ソル専用LEGENDミスティッカー。天の生み出す輝きを吸収して闇の力を生む。6属性を司る「6賢」を召喚して攻撃する｢天羅万象｣が必殺技。

ツルギ
声 - 伊藤健太郎
トウキョウで暗躍するSランク・ブレイザーの一人。全ての存在を超えた強さを手に入れるため、無心に刀を振る。過去にクロキに惨敗を喫したことがあり、己を鍛えるためにトウキョウ各地で破壊行為を繰り返している。その対象はガーディアンのみならずノラブレにすら向けられ、ストレージを奪い去っている。
主に速度強化や眠り効果のミスティッカーを使う。さらに、専用スキルとして一度に二回攻撃することができ、途中から発動するHP吸収の効果を跳ね上げる。
- 迅雷（正刃七型・二閃） - 途中で刀身が折れ曲がり、雷のような姿となっている閃光の刀を召喚する。電気属性。一度斬る事で二回の衝撃を生む。
- 魂縛（破刃弐百参型･黒手） - 5本指の大きな熊手のような刃を持った刀を召喚する。闇属性。幾多の戦乱で悲劇を生んだ妖刀らしい。
- 残月 - 迅雷専用LEGENDミスティッカー。月の光の幻覚作用で、無限の剣影を生じさせる。掛け軸のような背景の中で無数に分身し、手に持った武器を一斉に投げつけ降り注がせる｢蝉時雨｣が必殺技。

ビースト
声 - 石井康嗣
トウキョウで暗躍するSランク・ブレイザーの一人。強靱な肉体を持つ、パワータイプのブレイザーで、変身ミスティッカーを使いこなす。「ミスティッカーはハナからどーでもいい!! オレは強えやつと戦えりゃ それでいいんだ!!」という発言からも分かる通り、相当な戦闘マニアであり、熱い戦いを繰り広げることに情熱を燃やす男。ゲームと漫画、両方に登場する。
小細工抜きでひたすら攻撃力を上げるスタンスであり、さらに専用スキルにより状態異常をくらうとテンションが上がるためにこちらも正攻法で攻めないと危険である。
- 獣界（タイガージャック） - 野性の力を高めて体を活性化させ、獣人へと変身する。火属性。タイガーとあるが、むしろオオカミなどに近い。使い手によって体毛の色が変化するらしく、ビーストは緑、シロウは白である。漫画版では、全身の体毛を逆立てて棘状にし、丸まって体当たりする「獣牙毛」という必殺技がある。
- 竜界（ダイノジャック） - ティラノサウルスを体に宿らせ、恐竜のような獣人へと変身する。風属性。
- ウォークライ - タイガージャック専用LEGENDミスティッカー。戦場に生きた闘士の雄たけびが魂を燃えたぎらせる。ビーストのストレージ同様小細工抜きで渾身の突進を仕掛ける｢ジュラシックインパクト｣が必殺技。

カレン
声 - 生天目仁美
トウキョウで暗躍するSランク・ブレイザーの一人。数少ないフレンドミスティッカーの使い手でもある。呼び出したフレンドを「スレイブ（奴隷）」「道具」と切り捨てる冷酷な性格の女性。金が全ての行動指針になっており、それなりの額を積めば、大抵のことは躊躇無くやってのける。
- 豹雨（フリギットクアール） - 背中に氷を背負った獣を召喚する。カレンからは「スレイブ1（ワン）」と呼ばれる。好戦的だが、主と認めた者に忠誠を誓う。複数存在するのか、一度はカレンに破り捨てられるも、その後のイベントでも普通に登場していた。
- 鬼寄（シュテンドウジ） - 炎を操る、巨大な赤鬼を召喚する。全てを粉砕し、その魂を食らう恐怖の王として歴史に名を残しているらしい。カレンからは「スレイブ2（ツー）」と呼ばれる。
- ナーガクイーン - フリギットクアール専用LEGENDミスティッカー。フリギットの親友であり、唯一融合可能な存在である。フリギットを巨大なヒドラへと変貌させ、その口から冷凍光線を放つ｢ブルーデストラクション｣が必殺技。

コウタ
声 - 森永理科
トウキョウで暗躍するSランク・ブレイザーの一人。レアミスティッカーをコレクションすることに執念を燃やす少年。絶対的な力で弱者をいたぶることに喜びを感じる、歪んだ性格の持ち主。
猫のような仕草や笑い方などから、シロウからは猫ガキと呼ばれている。
主に守備力などを強化してのバーンを目的としたストレージであり、専用スキルやアバンテのLEGENDによるダメージはばかにならない。
- 鋼翼（アバンテ） - 戦闘ヘリを呼び出す。風属性。フレンドのようだが、腕にインターフェースのウィンドウが出ているのでアームズの類と思われる。
- 鋼武（レオポルド） - 角竜の顔のようなデザインの戦車を呼び出す。堅く守られた要塞を跡形も無く突き崩す。電気属性。
- ウェポンコンテナ - アバンテ専用LEGENDミスティッカー。兵器タイプのアームズに武装コンテナを追加し、無限の爆薬を与える。アバンテ下部から無数のミサイルを、予備弾薬全て発射する｢タクティカルイリュージョン｣が必殺技。

### その他
一部のキャラを除いて、ゲームでは未登場。
キュリ
メロンの弟で、ニートのオタク。
裸眼で他人の容姿を識別できないほどのド近眼だが、「オタクっぽいから」という理由で眼鏡をかけたがらない。コンタクトレンズなどは論外である模様。
驚異的なゲーム及びハッキングの腕を誇り、手と足の指を同時に使って多数のキーボードを操作できる。
ナンバ
ノラブレ。言葉の最後に変な語尾を付けたり、絵文字を交えて喋ったりもする。弓の武器系ミスティッカーを使う。追跡用、空間転移ミスティッカーも使いこなす。ギンガを行方不明にした張本人。
ゆうま
ノラブレでビーストの部下。なぜか右腕が異常に発達している。大の野球好きで、野球チーム“ジャインツ”のファン。賭けまでしている。本人曰く、「野球中継はラジオが一番」。ゲームでは名前のみの登場。
- 砲丸（キャノンボール） - 鉄球を生み出す。これを野球のピッチングのごとく投げつけて攻撃する。必殺技は「未確認消える幽魔球」。

鉄男、鉄次
兄弟のノラブレ。体を巨大化させるミスティッカーガリバーと、体を硬化させるミスティッカーを持つ。弟・鉄次はガリバーの使いすぎで、使用前でも常人よりもかなり大きい図体になってしまっている。兄・鉄男は、体を硬貨させた状態で両手の爪を突き出す「突鬼沙死（つきさし）」、兄のみガリバーで巨大化し、弟を口の中に入れて、巨大な体で敵をプレスする「巨大兄弟プレス」という必殺技を持つ。ガリバーと硬化を併用すると、稲妻神や豪火龍焔皇之頭が吐く炎も手で防げるようになるが、魂を斬るネクロマンサーは防げない。
アリシア
カイネの姉。回想シーンにのみ登場。ピアノが得意。実は本当の姉ではなく、ミスティッカーの発明者・ヤン博士の助手であり、博士の実験室で生まれたカイネを無断で連れ出し、博士の研究データと共に行方をくらましていたのであった。恋人・グレンを、スパイとも知らずにカイネ以上に信じてしまった事が、姉弟に悲劇をもたらす事になる。
グレン
アリシアの恋人。回想シーンにのみ登場。アリシアには優しいが、陰でカイネには冷たい態度を取っていた。実は何者かが送り込んだスパイであり、アリシアの持ち出した研究データを狙い、同時に彼女の命も狙っていた。手で触れた物を溶かすミスティッカーを使用する。
ヤン博士
ミスティッカーの発明者であり、四次元情報物理の研究者。彼の実験により異次元へのゲートが開き、｢向こう側｣の世界からダイチ、カイネ、マキウラの意識のみが引き寄せられる事となった。助手としてダイチの両親、アルバート、マキウラ、アリシアがいた。ゲームでは名前のみの登場。
ダイチの両親（名称不明）
ダイチとギンガの両親で、ヤン博士の助手。だがダイチは本当の子供ではない。交通事故で死亡したとされていたが、実はダイチを使った実験中にヤン博士と共にゲートに吸い込まれて消滅したのであり、その際にダイチの記憶も狂ったのであった。
ドン・コロリ
闇レースを主催する男。ブレイザーではない。ゲンの息子・ジンがレースに使用していたミスティッカーを、爆弾ミスティッカーにすりかえて殺し、現在のチャンピオンに渡して、利益を貪っていた。
信者（名称不明）
己の崇拝している紫式部により新型ミスティッカーの実験台とされてしまった信者。不完全な変身ミスティッカー狼界改（ウルフジャックかい）を試された為に顔が醜い獣のままとなってしまい、それを治すべく、彼女の言いつけ通りにダイチを襲った。

## 用語解説
ミスティッカー：MYSTICKER
『トウキョウXII区』のエネルギー供給の中心となるべく採用され、大規模な世界的環境汚染を再生に導きつつあるエネルギーアイテム。世界的大企業である『ネクスト社』が生み出した。一見、ただのステッカーであり、様々な場所に貼り付けて指でなぞることで火や電気などのエネルギーを生み出すことができる。属性は、火・氷・風・電気・光（闇）・無の6種類がある。だが、これは偶然見つかったものであり、分からないことも多い。無論、危険なため、人体に貼り付けることは禁止されている。
ミスティッカーの概念を作り出したのはマキウラであり、それに情報を与えたのはダイチとカイネであった。
ブレイザー
ミスティッカーを体に貼ってその力を自在に引き出せる者のこと。通常、ミスティッカーは人体に貼り付けてはいけないが、あえて自らの身体に貼り付けることによってステッカーに秘められた力を自在に引き出せる特殊な能力を持つ者の総称。
ノラブレ
力に溺れて道を踏み外した“野良のブレイザー”の略。ただの不良などよりもかなりタチが悪い。通常は、ミスティッカーの特殊な力を犯罪などに悪用する者達のことを指す。
キリン
5種類存在する伝説のレア・ミスティッカー。それぞれ能力によって色分けされている。3枚一度に貼ると、短時間だけ時間を戻す能力が身につく。4枚以上発動させると、別世界へのゲートを開く事が出来る。5枚全てを発動させる事で、巨大ミスティッカー麒麟界を発動、巨大な次元歯車を出現させ、森羅万象を取り込み全ての生物を1つの生物に生まれ変わらせる巨大怪物「麒麟」を解放する事ができる。
ブレイザードライブ：B-DRIVE
ブレイザーのテンションが最高潮の状態を指す。発動させると、身体に大きな負担がかかるが能力が倍増し、痛みを感じなくなる。漫画版では、カイネ、紫式部、クロキが発動させている。

## 主題歌
『Blaze Out!』
作詞 - YOFFY、寺田貴治 / 作曲 - YOFFY、澤田朋伯 / 歌 - サイキックラバー

## 書誌情報

### 漫画単行本
- ライバルコミックス（講談社）から刊行されている。

1. 2008年8月4日発行[1] ISBN 978-4063800029
2. 2008年12月4日発行[6] ISBN 978-4063800180
3. 2009年3月4日発行[7] ISBN 978-4063800326
4. 2009年7月3日発行[8] ISBN 978-4063800562
5. 2009年11月4日発行[9] ISBN 978-4063800753
6. 2010年3月4日発行[10] ISBN 978-4063800920
7. 2010年7月2日発行[11] ISBN 978-4063801125
8. 2010年11月4日発行[12] ISBN 978-4063801347
9. 2011年3月4日発行[2] ISBN 978-4063801538

### ゲーム攻略本
- 講談社ゲームBOOKSから刊行されている。
  - 公式ガイドブック ブレイザードライブ 最強守護者養成読本 2008年12月4日発行[4] ISBN 978-4063672459
  - 公式ガイドブック ブレイザードライブ 完全攻略ガイド 2009年に販売予定であったが販売されなかった。
    - 販売が中止された理由は不明。なお一部のネットショッピングサイトには商品情報が掲載されている[13][14]。

## 関連商品
- サウンドトラック - 『BLAZER DRIVE DS Original Soundtrack』2009年1月23日発売[4]